# Świebodzice
Świebodzice é um município da Polônia, na voivodia da Baixa Silésia e no condado de Świdnica. Estende-se por uma área de 30,43 km², com 24 329 habitantes, segundo os censos de 2017, com uma densidade de 752,2 hab/km².